# کیوکو ایواساکی
کیوکو ایواساکی (انگلیسی: Kyoko Iwasaki؛ زادهٔ ۲۱ ژوئیه ۱۹۷۸) یک شناگر اهل ژاپن است.
وی در مسابقات بین‌المللی در مجموع برندهٔ ۱ مدال طلا و ۱ مدال برنز شده است.